# Пемба (остров)
Пемба (Pemba) е коралов остров в Източна Африка, между 4°50' и 5°30' южна ширина, на 50 км на север от остров Занзибар. Отделен е от материка чрез пролива Пемба. Площ 984 km2. Население 362 хил. души (2002). Основен град е Чаке Чаке.
Принадлежи на Обединена република Танзания, в която е влязъл през 1964 г. в състава на получилата през 1963 независимост колония Занзибар.
Дължина 75 km, ширина 10 km. Височина до 99 м. Климат екваториално-мусонен. Валежи до 1000 мм годишно. Почвата на острова е необикновено плодородна; известен е с огромните си плантации от карамфили (над 3 милиона растения), кокосови палми и мангрови дървета.
В северозападната част на острова е разположен резерватът „Нгези“, където обитават редки видове животни. По целия остров има много исторически архитектурни постройки и останки, както и стари джамии и гробници.